# Plocaederus plicatus
Hamaederus plicatus é uma espécie da família Cerambycidae dos besouros de chifres longos. É encontrada na Venezuela, Bolívia, Brasil, Guiana Francesa e Suriname .     
Esta espécie é às vezes tratada como um membro do gênero Plocaederus . 
1. «Catalogue of Life, Hamaederus plicatus (Olivier, 1790)». Consultado em 3 de setembro de 2024
2. Santos-Silva, Antonio; García, Kimberly; Botero, Juan Pablo (2021). «A review of the history of the names Hamaticherus Dejean and Plocaederus Dejean and description of a new genus and species (Coleoptera: Cerambycidae: Cerambycinae)». Insecta Mundi. 887. Consultado em 2 de setembro de 2024
3. Bezark, Larry G. «A Photographic Catalog of the Cerambycidae of the Old World». Consultado em 18 de agosto de 2024
4. Monné, M.A.; Nearns, E.H. (2024). «Catalogue of the Cerambycidae (Coleoptera) of America». Consultado em 13 de julho de 2024
5. Nascimento, Francisco Eriberto de Lima; Botero, Juan Pablo (6 de março de 2018). «Synopsis of the Neotropical genus Jupoata Martins & Monné, 2002 (Coleoptera: Cerambycidae)». Papéis Avulsos de Zoologia. 58. 18 páginas. ISSN 1807-0205. doi:10.11606/1807-0205/2018.58.18
6. «Catalogue of Life, Hamaederus plicatus (Olivier, 1790)». Consultado em 3 de setembro de 2024
7. Santos-Silva, Antonio; García, Kimberly; Botero, Juan Pablo (2021). «A review of the history of the names Hamaticherus Dejean and Plocaederus Dejean and description of a new genus and species (Coleoptera: Cerambycidae: Cerambycinae)». Insecta Mundi. 887. Consultado em 2 de setembro de 2024
8. Bezark, Larry G. «A Photographic Catalog of the Cerambycidae of the Old World». Consultado em 18 de agosto de 2024
9. Monné, M.A.; Nearns, E.H. (2024). «Catalogue of the Cerambycidae (Coleoptera) of America». Consultado em 13 de julho de 2024
10. Nascimento, Francisco Eriberto de Lima; Botero, Juan Pablo (6 de março de 2018). «Synopsis of the Neotropical genus Jupoata Martins & Monné, 2002 (Coleoptera: Cerambycidae)». Papéis Avulsos de Zoologia. 58. 18 páginas. ISSN 1807-0205. doi:10.11606/1807-0205/2018.58.18
11. «Catalogue of Life, Hamaederus plicatus (Olivier, 1790)». Consultado em 3 de setembro de 2024
12. Santos-Silva, Antonio; García, Kimberly; Botero, Juan Pablo (2021). «A review of the history of the names Hamaticherus Dejean and Plocaederus Dejean and description of a new genus and species (Coleoptera: Cerambycidae: Cerambycinae)». Insecta Mundi. 887. Consultado em 2 de setembro de 2024
13. Bezark, Larry G. «A Photographic Catalog of the Cerambycidae of the Old World». Consultado em 18 de agosto de 2024
14. Monné, M.A.; Nearns, E.H. (2024). «Catalogue of the Cerambycidae (Coleoptera) of America». Consultado em 13 de julho de 2024
15. Nascimento, Francisco Eriberto de Lima; Botero, Juan Pablo (6 de março de 2018). «Synopsis of the Neotropical genus Jupoata Martins & Monné, 2002 (Coleoptera: Cerambycidae)». Papéis Avulsos de Zoologia. 58. 18 páginas. ISSN 1807-0205. doi:10.11606/1807-0205/2018.58.18